# Deutschkreutz
Deutschkreutz (ungerska: Sopronkeresztúr) är en ort och kommun i Österrike. Den ligger i distriktet Oberpullendorf i förbundslandet Burgenland, i den östra delen av landet, 70 km söder om huvudstaden Wien. Kommunen gränsar i norr och öster till Ungern. Deutschkreuz har en järnvägsstation vars enda järnvägsförbindelse går till Sopron i Ungern. Den har alltså ingen direktkontakt med det österrikiska järnvägsnätet.
Kommunen består av två orter (Ortschaften) (inom parentes invånarantal 1 januari 2024):
- Deutschkreutz (2 817)
- Girm (349)